# Barjouville
Barjouville és un municipi francès, situat al departament de l'Eure i Loir i a la regió de Centre – Vall del Loira. L'any 2007 tenia 1.612 habitants.

## Demografia

### Població
El 2007 la població de fet de Barjouville era de 1.612 persones. Hi havia 600 famílies, de les quals 92 eren unipersonals (48 homes vivint sols i 44 dones vivint soles), 204 parelles sense fills, 260 parelles amb fills i 44 famílies monoparentals amb fills.
La població ha evolucionat segons el següent gràfic:
Habitants censats

### Habitatges
El 2007 hi havia 620 habitatges, 598 eren l'habitatge principal de la família, 3 eren segones residències i 19 estaven desocupats. 570 eren cases i 49 eren apartaments. Dels 598 habitatges principals, 446 estaven ocupats pels seus propietaris, 145 estaven llogats i ocupats pels llogaters i 7 estaven cedits a títol gratuït; 19 tenien dues cambres, 52 en tenien tres, 170 en tenien quatre i 357 en tenien cinc o més. 494 habitatges disposaven pel capbaix d'una plaça de pàrquing. A 240 habitatges hi havia un automòbil i a 331 n'hi havia dos o més.

### Piràmide de població
La piràmide de població per edats i sexe el 2009 era:
| Homes | Edats   | Dones |
| ----- | ------- | ----- |
| 0     | 95 o +  | 0     |
| 0     | 90 a 94 | 0     |
| 4     | 85 a 89 | 4     |
| 4     | 80 a 84 | 12    |
| 4     | 75 a 79 | 12    |
| 32    | 70 a 74 | 4     |
| 32    | 65 a 69 | 36    |
| 52    | 60 a 64 | 48    |
| 40    | 55 a 59 | 28    |
| 64    | 50 a 54 | 76    |
| 68    | 45 a 49 | 52    |
| 56    | 40 a 44 | 60    |
| 72    | 35 a 39 | 72    |
| 32    | 30 a 34 | 28    |
| 20    | 25 a 29 | 24    |
| 40    | 20 a 24 | 16    |
| 68    | 15 a 19 | 48    |
| 84    | 10 a 14 | 56    |
| 52    | 5 a 9   | 48    |
| 24    | 0 a 4   | 28    |

## Economia
El 2007 la població en edat de treballar era de 1.053 persones, 808 eren actives i 245 eren inactives. De les 808 persones actives 767 estaven ocupades (398 homes i 369 dones) i 41 estaven aturades (18 homes i 23 dones). De les 245 persones inactives 100 estaven jubilades, 100 estaven estudiant i 45 estaven classificades com a «altres inactius».

### Ingressos
El 2009 a Barjouville hi havia 603 unitats fiscals que integraven 1.679 persones, la mediana anual d'ingressos fiscals per persona era de 22.901,5 €.

### Activitats econòmiques
Dels 101 establiments que hi havia el 2007, 1 era d'una empresa extractiva, 3 d'empreses de fabricació d'altres productes industrials, 13 d'empreses de construcció, 55 d'empreses de comerç i reparació d'automòbils, 1 d'una empresa de transport, 7 d'empreses d'hostatgeria i restauració, 1 d'una empresa d'informació i comunicació, 5 d'empreses financeres, 3 d'empreses immobiliàries, 9 d'empreses de serveis, 1 d'una entitat de l'administració pública i 2 d'empreses classificades com a «altres activitats de serveis».
Dels 20 establiments de servei als particulars que hi havia el 2009, 3 eren tallers de reparació d'automòbils i de material agrícola, 2 paletes, 3 guixaires pintors, 2 fusteries, 4 lampisteries, 1 perruqueria, 1 agència de treball temporal i 4 restaurants.
Dels 25 establiments comercials que hi havia el 2009, 1 era un supermercat, 1 una carnisseria, 4 botigues de roba, 3 botigues d'equipament de la llar, 3 sabateries, 1 una sabateria, 7 botigues de mobles, 3 botigues de material esportiu, 1 una perfumeria i 1 una joieria.
L'any 2000 a Barjouville hi havia 6 explotacions agrícoles.

## Equipaments sanitaris i escolars
L'únic equipament sanitari que hi havia el 2009 era una farmàcia.
El 2009 hi havia 1 escola maternal i 1 escola elemental.

## Poblacions més properes
El següent diagrama mostra les poblacions més properes.